# Damernes Blad
Damernes Blad er en dansk stum komediefilm fra 1912 produceret af Nordisk Films Kompagni og instrueret af August Blom efter manuskript af Alfred Kjerulf.
Filmen havde dansk premiere den 20. september 1912 i Biograf-Theatret og blev i tysktalende lande distribueret som Die Frauenzeitung, i engelsktalende lande som The Ladies' Journal og i fransktalende lande som Le Journal des Dames.

## Handling
Det går dårligt på et magasin, der hverken har læsere eller annoncører. Bladet beslutter derfor at ændre titel til Damernes Blad, og udlove en præmie til nye abonnenter: Abonnent nr. 100.000 får lov til at gifte sig med redaktøren! Redaktøren er ganske vist gift med en havgasse af en kvinde, som heldigvis har forladt ham. Det ender med, at abonnent. nr. 100.000 er redaktørens hustru, og redaktørens datter kan så i vørigt blive gift med en af medarbejderne på bladet.

## Medvirkende
- Bertel Krause - Redaktøren
- Ella la Cour - Redaktørens kone
- Frederik Buch - Første journalist
- Nicolai Brechling - Yngste journalist
- Amélie Kierkegaard - Yngste journalistens kæreste
- Julie Henriksen - Avisbud
- Rigmor Jerichau
- Axel Boesen
- Oscar Langkilde
- Alfred Cohn
- Zanny Petersen